# Prêmio Contigo! de TV de 2004
Prêmio Contigo! de TV de 2004

10 de maio de 2004
Novela:
Mulheres Apaixonadas
Atriz:
Cláudia Abreu
Ator:
Fábio Assunção
Autor(a):
Manoel Carlos
Direção:
Jayme Monjardim
Prêmio Contigo! de TV 

← 2003  ·  2005 →
O 6º Prêmio Contigo! de TV foi realizado dia 10 de maio de 2004 no Copacabana Palace, Rio de Janeiro e tendo como objetivo celebrar a dramaturgia brasileira. Na ocasião, foram premiados vencedores das produções de 2003, escolhidos por leitores da revista e jornalistas do meio.
Luiz Fernando Guimarães e Fernanda Torres foram os apresentadores da premiação.

## Resumo
| Novela/Série             | Indicações | Prêmios |
| Mulheres Apaixonadas     | 17         | 6       |
| A Casa das Sete Mulheres | 14         | 3       |
| Kubanacan                | 14         | 0       |
| Celebridade              | 13         | 3       |
| Chocolate com Pimenta    | 12         | 1       |
| Agora É que São Elas     | 5          | 0       |
| Canavial de Paixões      | 2          | 0       |

## Vencedores e indicados
| Melhor Novela ou Minissérie | Melhor Autor |
| --- | --- |
| - Mulheres Apaixonadas - (Rede Globo) - A Casa das Sete Mulheres - (Rede Globo) - Canavial de Paixões - (SBT) - Celebridade - (Rede Globo) - Chocolate com Pimenta - (Rede Globo) - Kubanacan - (Rede Globo)                                                             | - Manoel Carlos - (Mulheres Apaixonadas) - Carlos Lombardi - (Kubanacan) - Gilberto Braga - (Celebridade) - Maria Adelaide Amaral e Walther Negrão - (A Casa das Sete Mulheres) - Ricardo Linhares - (Agora É que São Elas) - Walcyr Carrasco - (Chocolate com Pimenta)                                                                                           |
| Melhor Atriz | Melhor Ator |
| - Cláudia Abreu - (Celebridade) - Adriana Esteves - (Kubanacan) - Christiane Torloni - (Mulheres Apaixonadas) - Giovana Antonelli - (A Casa das Sete Mulheres) - Malu Mader - (Celebridade) - Mariana Ximenes - (Chocolate com Pimenta)                                  | - Fábio Assunção - (Celebridade) - Marcos Palmeira - (Celebridade) - Marcos Pasquim - (Kubanacan) - Murilo Benício - (Chocolate com Pimenta) - Thiago Lacerda - (A Casa das Sete Mulheres) - Tony Ramos - (Mulheres Apaixonadas) |
| Melhor Atriz Coadjuvante | Melhor Ator Coadjuvante |
| - Regiane Alves - (Mulheres Apaixonadas) - Deborah Evelyn - (Celebridade) - Deborah Secco - (Celebridade) - Elizabeth Savalla - (Chocolate com Pimenta) - Nívea Maria - (A Casa das Sete Mulheres) - Vanessa Gerbelli - (Mulheres Apaixonadas)                           | - Osmar Prado - (Chocolate com Pimenta) - Kayky Brito - (Chocolate com Pimenta) - Luís Melo - (A Casa das Sete Mulheres) - Marcello Antony - (Mulheres Apaixonadas) - Taumaturgo Ferreira - (Celebridade) - Vladimir Brichta - (Kubanacan) |
| Melhor Atriz Revelação | Melhor Ator Revelação |
| - Camila Morgado - (A Casa das Sete Mulheres) - Ana Roberta Gualda - (Mulheres Apaixonadas) - Juliana Knust - (Celebridade) - Karina Bacchi - (Agora É que São Elas) - Manoelita Lustosa - (Mulheres Apaixonadas) - Pitty Webo - (Mulheres Apaixonadas)                  | - Dan Stulbach - (Mulheres Apaixonadas) - Ary França - (Chocolate com Pimenta) - Raoni Carneiro - (Agora É que São Elas) - Werner Schünemann - (A Casa das Sete Mulheres) - Zé Carlos Machado - (A Casa das Sete Mulheres) |
| Melhor Atriz Infantil | Melhor Ator Infantil |
| - Bruna Marquezine - (Mulheres Apaixonadas) - Aimeé Ubaker - (Kubanacan) - Marcela Barrozo - (Chocolate com Pimenta) - Raíssa Medeiros - (Kubanacan) - Thaís Muller - (Kubanacan) - Thamires Gutierrez - (Kubanacan)                                                     | - Brunno Abrahão - (Celebridade) - Carlos Machado Filho - (A Casa das Sete Mulheres) - Guilherme Vieira - (Chocolate com Pimenta) - João Vitor Silva - (Kubanacan) - Pedro Malta - (Kubanacan) - Victor Curgula - (Mulheres Apaixonadas) |
| Melhor Diretor | Melhor Par Romântico |
| - Jayme Monjardim - (A Casa das Sete Mulheres) - Dennis Carvalho - (Celebridade) - Jorge Fernando - (Chocolate com Pimenta) - Ricardo Waddington - (Mulheres Apaixonadas) - Roberto Talma - (Agora É que São Elas) - Wolf Maia - (Kubanacan)                             | - Mariana Ximenes e Thiago Fragoso - (A Casa das Sete Mulheres) - Adriana Esteves e Marcos Pasquim - (Kubanacan) - Bianca Castanho e Gustavo Haddad - (Canavial de Paixões) - Camila Morgado e Thiago Lacerda - (A Casa das Sete Mulheres) - Carolina Dieckmann e Erik Marmo - (Mulheres Apaixonadas) - Débora Falabella e Paulo Vilhena - (Agora É que São Elas) |
| Melhor Maquiagem | |
| - Kiko Alves - (A Casa das Sete Mulheres) - Marcelo Dias - (Agora É que São Elas) - Luiz Ferreira - (Celebridade) - Sérgio Azevedo - (Chocolate com Pimenta) - Beth Fairbank e Rubens Liborio - (Kubanacan) - Graça Torres e Marcelo Ancillotti - (Mulheres Apaixonadas) | |